# Hästsvansslinga
Hästsvansslinga (Myriophyllum hippuroides) är en slingeväxtart som beskrevs av Thomas Nuttall, John Torrey och Gray. Enligt Catalogue of Life ingår Hästsvansslinga i släktet slingor och familjen slingeväxter, men enligt Dyntaxa är tillhörigheten istället släktet slingor och familjen slingeväxter. Arten är reproducerande i Sverige. Inga underarter finns listade i Catalogue of Life.

## Bildgalleri

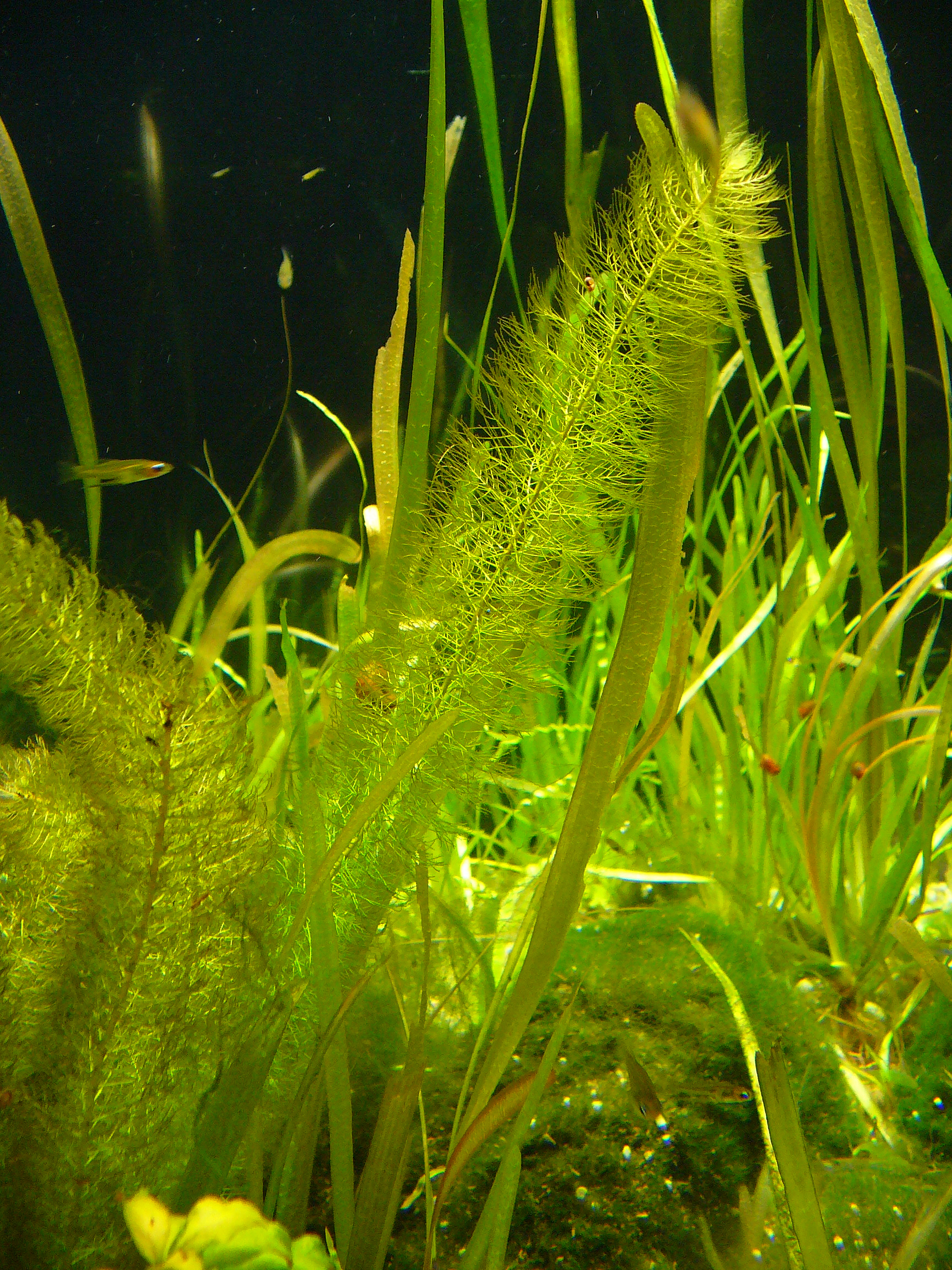
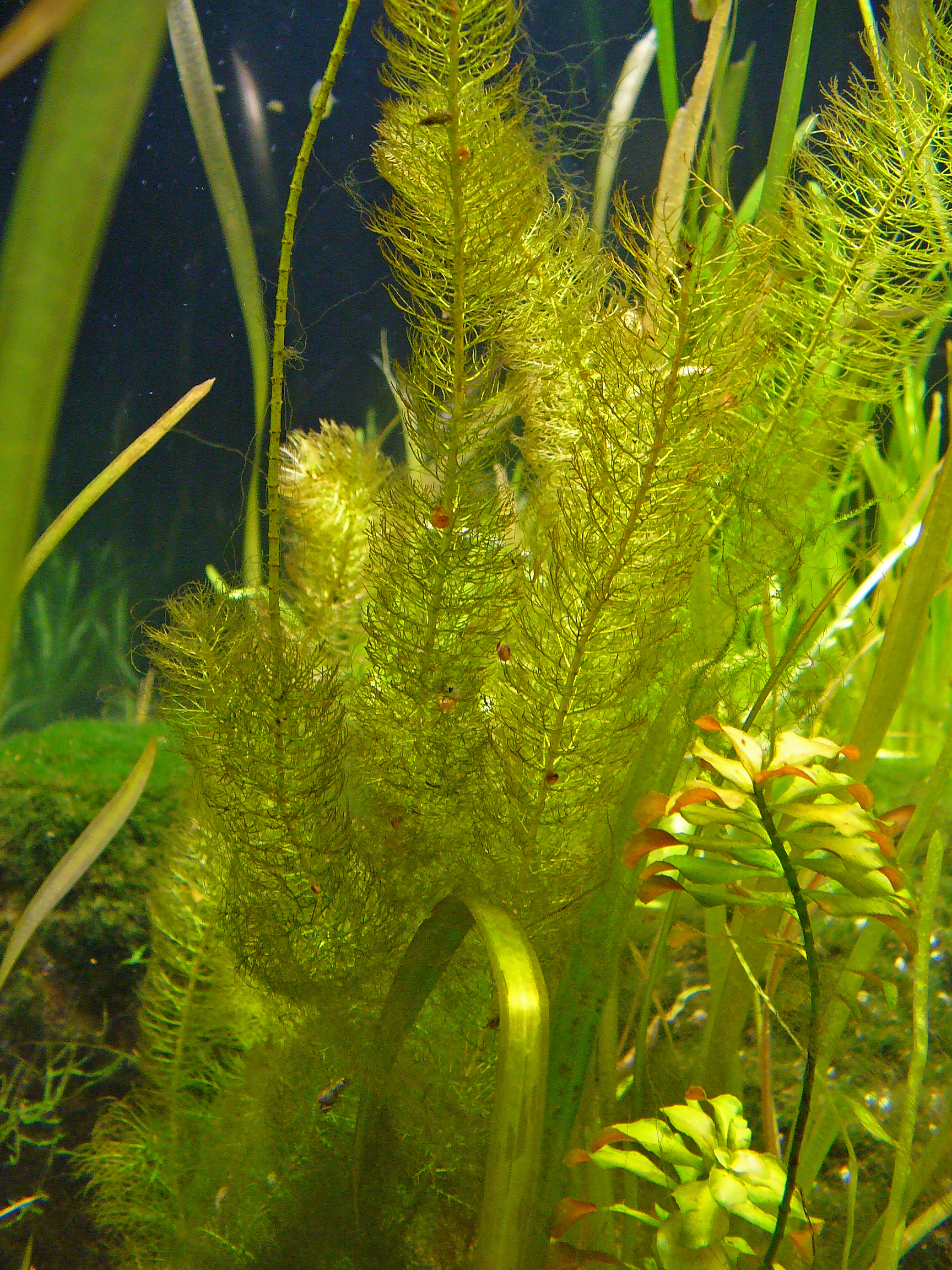